# أنطون غونتر
أنطون غونتر (بالألمانية: Anton Günther) هو فيلسوف نمساوي، ولد في 17 نوفمبر 1783 في Cvikov ‏ في التشيك، وتوفي في 24 فبراير 1863 في فيينا في النمسا.